# Sadgorod
Sadgorod (ros. Садгород) – osiedle w Rosji, w obwodzie samarskim, w rejonie kiniel-czerkaskim. W 2010 liczyło 1964 mieszkańców.